# Batterij van Merville

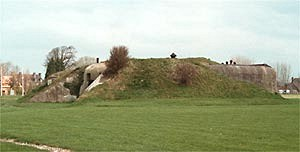
De batterij van Merville in 2005

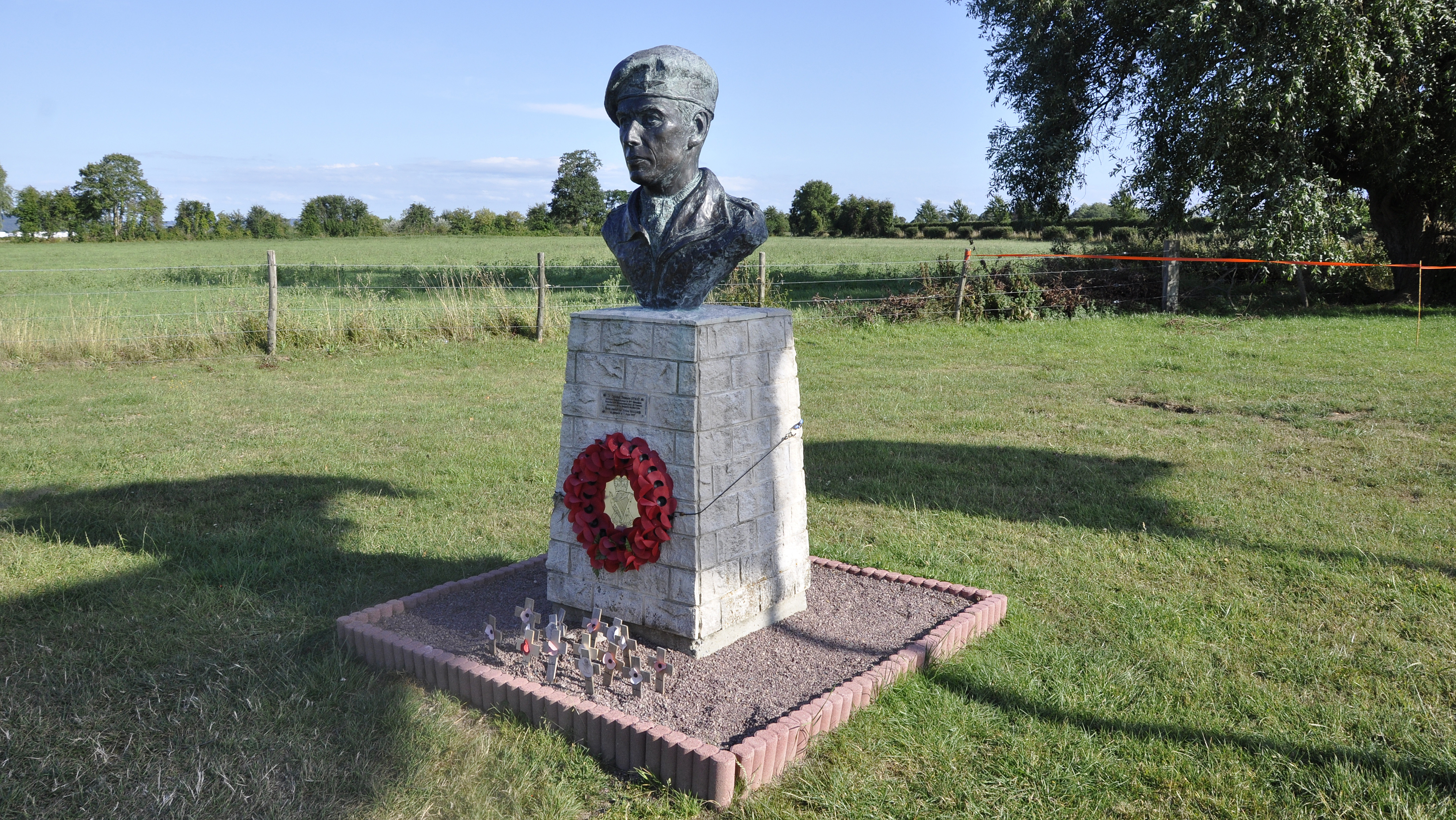
Terence Otway, gedenkteken bij de batterij van Merville

De batterij van Merville was een batterij nabij Merville, aan de kust van Normandië, en was onderdeel van de door Duitsland gebouwde Atlantikwall tijdens de Tweede Wereldoorlog. De Mervillebatterij werd gebouwd vanwege een dreigende geallieerde invasie.
De batterij, die uitkeek op Sword Beach en vier 150 mm kanonnen omvatte, was een grote bedreiging voor de geallieerde landingen in de Sword-sector. De uitschakeling van de batterij was daarom een van de eerste doelen op D-Day. In de nacht voorafgaand aan de landing op de stranden op 6 juni, werd luitenant-kolonel Terence Otway gedropt met 750 manschappen met als doel de batterij buiten gevecht te stellen. De batterij van Merville was immers een serieuze bedreiging voor de linkerflank van de Britse troepen, die zouden landen op Sword Beach. Van de 150 manschappen waarmee Otway de kazematten buiten gevecht stelde, werden 65 man tijdens de aanval gedood of gewond. Otway werd voor deze actie onderscheiden met een Distinguished Service Order (DSO) voor zijn bijzondere leiderskwaliteiten tijdens deze actie.